# Vincent Morgan
Vincent Morgan (* 5. Dezember 1985 in Herentals) ist ein ehemaliger belgisch-kanadischer Eishockeyspieler, der den Großteil seiner Karriere bei HYC Herentals, der seit 2015 in der neuen belgisch-niederländischen BeNe League antritt, spielte. Seit seinem Karriereende arbeitet er im Trainerstab des Klubs. Sein Vater Bill und seine Brüder Mitch und Ben waren bzw. sind ebenfalls professionelle Eishockeyspieler.

## Karriere
Vincent Morgan stammt aus der Jugendabteilung von HYC Herentals, für den er 2001 in der belgischen Ehrendivision debütierte. Bereits 2002 wurde er mit dem Klub belgischer Meister und ein Jahr später Pokalsieger. 2003 wechselte er für zwei Jahre zu Olympia Heist op den Berg und gewann 2004 auch mit dem Team aus der Provinz Antwerpen den belgischen Titel. Ab 2005 stand er wieder bei seinem Stammverein HYC Herentals unter Vertrag. Zunächst spielte er dort in der belgischen Ehrendivision und von 2010 bis 2012 auch im belgisch-niederländischen North Sea Cup. 2009 und 2012 wurde er mit dem Klub aus Flandern belgischer Meister und 2012 auch Pokalsieger. Nach diesen Erfolgen und aufgrund der Einstellung des North Sea Cups wechselte er mit seinem Club in die niederländische Ehrendivision, in der Herentals seither als einzige belgische Mannschaft antrat. 2013 gewann er mit Herentals erneut den belgischen Pokalwettbewerb. Nachdem er in der Spielzeit 2014/15 aussetzte, gehört er seit 2015 wieder zum Kader von HYC und spielte mit seinem Klub in der BeNe League, der neugebildeten gemeinsamen höchsten Spielklasse Belgiens und der Niederlande, die er gleich auf Anhieb mit Herentals gewinnen konnte, womit gleichzeitig auch der belgische Titel verbunden war. Zudem konnte er mit den Flamen 2016 und 2017 auch den nationalen Pokalwettbewerb für sich entscheiden. 2019 gelang der zweite Erfolg in der BeNe League. 2022 beendete er seine aktive Karriere.
In der Saison 2009 der Australian Ice Hockey League, die im Gegensatz zu den europäischen Ligen in den Sommermonaten ausgetragen wird, spielte er für die Adelaide Adrenaline und gewann mit ihnen den Goodall Cup, die australische Meisterschaft.
Nach seinem Karriereende war er zunächst Trainerassistent bei HYC Herentals. Seit 2023 ist er dort Cheftrainer.

### International
Für Belgien nahm Morgan im Juniorenbereich an den U-18-Weltmeisterschaften 2002 in der Division III und 2003 in der Division II sowie den U-20-Weltmeisterschaften 2003 der Division III und 2004 bzw. 2005 in der Division II teil.
Für die Herren-Nationalmannschaft nahm Morgan an den Weltmeisterschaften der Division I 2004 sowie der Division II 2005, 2006, 2007, 2008, 2009, 2010, als er als bester Spieler seines Teams ausgezeichnet wurde, 2011, 2012, 2013, 2014 und 2017, als er erneut zum besten Spieler seiner Mannschaft gewählt wurde, teil, wobei 2012 der Aufstieg von der B- in die A-Gruppe der Division II gelang. In diesem Jahr wurde er gemeinsam mit seinem Mannschaftskameraden Olivier Roland als bester Torschütze (10 Treffer) des Turniers ausgezeichnet. Seit der Weltmeisterschaft 2011 ist Morgan Kapitän der belgischen Auswahl.
Mit 78 Scorerpunkten ist er gemeinsam mit seinem Bruder Mitch Topscorer der Belgischen Nationalmannschaft. Mit 36 Toren ist er zudem auch bester Torschütze.

## Erfolge und Auszeichnungen
- 2002 Aufstieg in die Division II bei der U-18-Weltmeisterschaft 2002 der Division III
- 2002 Belgischer Meister mit HYC Herentals
- 2003 Aufstieg in die Division II bei der U-20-Weltmeisterschaft 2003 der Division III
- 2003 Belgischer Pokalsieger mit HYC Herentals
- 2004 Belgischer Meister mit Olympia Heist op den Berg
- 2009 Belgischer Meister mit HYC Herentals
- 2009 Gewinn des Goodall Cup mit den Adelaide Adrenaline
- 2012 Belgischer Meister mit HYC Herentals
- 2012 Belgischer Pokalsieger mit HYC Herentals
- 2012 Aufstieg in die Division II, Gruppe A, bei der Weltmeisterschaft der Division II, Gruppe B
- 2012 Bester Torschütze bei der Weltmeisterschaft der Division II, Gruppe B
- 2013 Belgischer Pokalsieger mit HYC Herentals
- 2016 Sieger der BeNe League, belgischer Meister und Pokalsieger mit HYC Herentals
- 2017 Belgischer Pokalsieger mit HYC Herentals
- 2019 Sieger der BeNe League und belgischer Meister mit HYC Herentals

## Statistik
|                                               | Saisons | Spiele | Tore | Assists | Punkte | Strafminuten |
| --------------------------------------------- | ------- | ------ | ---- | ------- | ------ | ------------ |
| Belgische Ehrendivision-Reguläre Saison 1     | 11      | 121    | 96   | 127     | 223    | 139          |
| Belgische Ehrendivision-Playoffs 1            | 1       | 3      | 3    | 1       | 4      | 2            |
| North Sea Cup                                 | 2       | 56     | 40   | 43      | 83     | 100          |
| Niederländische Ehrendivision-Reguläre Saison | 2       | 68     | 34   | 52      | 86     | 141          |
| Niederländische Ehrendivision-Playoffs        | 1       | 5      | 3    | 1       | 4      | 6            |
| BeNe League-Reguläre Saison                   | 5       | 77     | 87   | 117     | 204    | 91           |
| BeNe League-Playoffs                          | 4       | 22     | 11   | 18      | 29     | 30           |

(Stand: Ende der Spielzeit 2021/22)